# Pediatric Drugs
Pediatric Drugs, abgekürzt Pediatr. Drugs, ist eine wissenschaftliche Fachzeitschrift, die vom Adis-Verlag veröffentlicht wird. Die Zeitschrift erscheint mit sechs Ausgaben im Jahr. Es werden Arbeiten veröffentlicht, die sich mit der Arzneimitteltherapie von Neugeborenen, Kindern und Jugendlichen beschäftigen.
Der Impact Factor lag im Jahr 2024 bei 3,3. Nach der Statistik des ISI Web of Knowledge wird das Journal mit diesem Impact Factor in der Kategorie Pharmakologie und Pharmazie an 122 Stelle von 352 Zeitschriften und in der Kategorie Pädiatrie an 21. Stelle von 191 Zeitschriften geführt.